# Elecciones municipales de 2019 en Torrejón de Ardoz
Las elecciones municipales de 2019 se celebraron en Torrejón de Ardoz el domingo 26 de mayo, de acuerdo con el Real Decreto de convocatoria de elecciones locales en España dispuesto el 1 de abril de 2019 y publicado en el Boletín Oficial del Estado el día 2 de abril. Se eligieron los 27 concejales del pleno del Ayuntamiento de Torrejón de Ardoz, a través de un sistema proporcional (método d'Hondt), con listas cerradas y un umbral electoral del 5 %.

## Resultados
Tras las elecciones, el PP se proclamó ganador con 19 escaños, ganando cinco con respecto a la anterior legislatura y manteniendo la mayoría absoluta, el PSOE ganó dos escaños más pasando a 6 y Podemos irrumpió por primera vez en el consistorio con dos escaños. Por su parte, tanto Ciudadanos, la alianza GANAR de Izquierda Unida-Equo y la coalición Sí se puede, perdieron todos sus escaños.
| Candidatura                                       | Candidatura                                       | Candidato                       | Votos | %                                       | Escaños                                 |
| ------------------------------------------------- | ------------------------------------------------- | ------------------------------- | ----- | --------------------------------------- | --------------------------------------- |
|                                                   | Partido Popular (PP)                              | Ignacio Vázquez Casavilla       | 34541 | 57,54                                   | 19                                      |
|                                                   | Partido Socialista Obrero Español (PSOE)          | Francisco Javier Castillo Soria | 12188 | 20,30                                   | 6                                       |
|                                                   | Podemos                                           | Olga María Jiménez Velado       | 4027  | 6,71                                    | 2                                       |
| Ciudadanos (Cs)                                   | Ciudadanos (Cs)                                   | Iván Jerez Castellanos          | 2752  | 4,58                                    | 0                                       |
| Izquierda Unida-Madrid en Pie                     | Izquierda Unida-Madrid en Pie                     | Francisco Hernández Herrero     | 2550  | 4,25                                    | 0                                       |
| Vecinas por Torrejón-Más Madrid-EQUO              | Vecinas por Torrejón-Más Madrid-EQUO              | Antonio Javier González Andreu  | 1614  | 2,69                                    | 0                                       |
| Vox                                               | Vox                                               | David Ruiz Rosillo              | 1461  | 2,43                                    | 0                                       |
| Actúa-La Izquierda Hoy-Los Verdes (PACT-LIH-GMLV) | Actúa-La Izquierda Hoy-Los Verdes (PACT-LIH-GMLV) | Sandra Malena González Santos   | 218   | 0,36                                    | 0                                       |
| UPYD                                              | UPYD                                              | Daniel Gutiérrez Narros         | 133   | 0,22                                    | 0                                       |
| El Centro                                         | El Centro                                         | José Manuel Díaz Rodríguez      | 60    | 0,10                                    | 0                                       |
| Votos en blanco                                   | Votos en blanco                                   | Votos en blanco                 | 489   | 0,81                                    | n/a                                     |
| Votos válidos                                     | Votos válidos                                     | Votos válidos                   | 59544 | 100,00                                  | 27                                      |
| Votos nulos                                       | Votos nulos                                       | Votos nulos                     | 245   | Participación: · \| \| 64,33 % \| 1,57% | Participación: · \| \| 64,33 % \| 1,57% |
| Votantes                                          | Votantes                                          | Votantes                        | 60278 | Participación: · \| \| 64,33 % \| 1,57% | Participación: · \| \| 64,33 % \| 1,57% |
| Electores                                         | Electores                                         | Electores                       | 93698 | Participación: · \| \| 64,33 % \| 1,57% | Participación: · \| \| 64,33 % \| 1,57% |
|                                                   | 64,33 %                                           |                                 |       |                                         |                                         |

## Concejales electos
| N.º | Nombre                              | Lista | Lista   |
| --- | ----------------------------------- | ----- | ------- |
| 1   | Ignacio Vázquez Casavilla           |       | PP      |
| 2   | Míriam Gutiérrez Parra              |       | PP      |
| 3   | Francisco Javier Castillo Soria     |       | PSOE    |
| 4   | José Luis Navarro Coronado          |       | PP      |
| 5   | Valeriano Díaz Baz                  |       | PP      |
| 6   | Carla María Picazo Navas            |       | PP      |
| 7   | María Moragón Domínguez             |       | PSOE    |
| 8   | Alejandro Navarro Prieto            |       | PP      |
| 9   | Juan José Crespo Rincón             |       | PP      |
| 10  | María Isabel Redondo Alcaide        |       | PP      |
| 11  | Olga María Jiménez Velado           |       | Podemos |
| 12  | Marcos López Álvarez                |       | PP      |
| 13  | Ana Verónica González Pindado       |       | PP      |
| 14  | José Miguel Martín Criado           |       | PP      |
| 15  | Ignacio Escribano Poquet            |       | PSOE    |
| 16  | Rubén Martínez Martín               |       | PP      |
| 17  | Ainhoa García Jabonero              |       | PP      |
| 18  | José Antonio Moreno de Torres       |       | PP      |
| 19  | Cristina García Montaño             |       | PSOE    |
| 20  | María Esperanza Fernández de Mesa   |       | PP      |
| 21  | María de los Ángeles Jiménez Méndez |       | PP      |
| 22  | José Alberto Cantalejo Manzanares   |       | PP      |
| 23  | Marcos Gallego Alonso               |       | PSOE    |
| 24  | Carla Romero Paredes                |       | Podemos |
| 25  | Eduardo Bejarano Vigara             |       | PP      |
| 26  | Armando Álvarez Aranda              |       | PP      |
| 27  | Iratxe Puerta Moreno                |       | PSOE    |